# ソウル瑞草警察署
ソウル瑞草警察署（ソウルソチョけいさつしょ）は、ソウル地方警察庁所管の警察署である。

## 管轄区域
- 瑞草区（ソウル方背警察署管轄区域を除く）

## 沿革
- 1985年12月2日 - 開所
- 1998年12月19日 - 3派出所と1出張所を水西警察署開設に伴い移管
- 2001年11月27日 - ソウル瑞草警察署に名称を改称
- 2006年3月1日 - 1地区隊、1治安センターをソウル方背警察署に移管

## 管轄地区隊
- 盤浦地区隊

## 管轄派出所
- 瑞草派出所
- 瑞草2派出所
- 瑞草3派出所
- 良才派出所
- 牛眠派出所
- 内谷派出所